# Mouvement écologiste indépendant

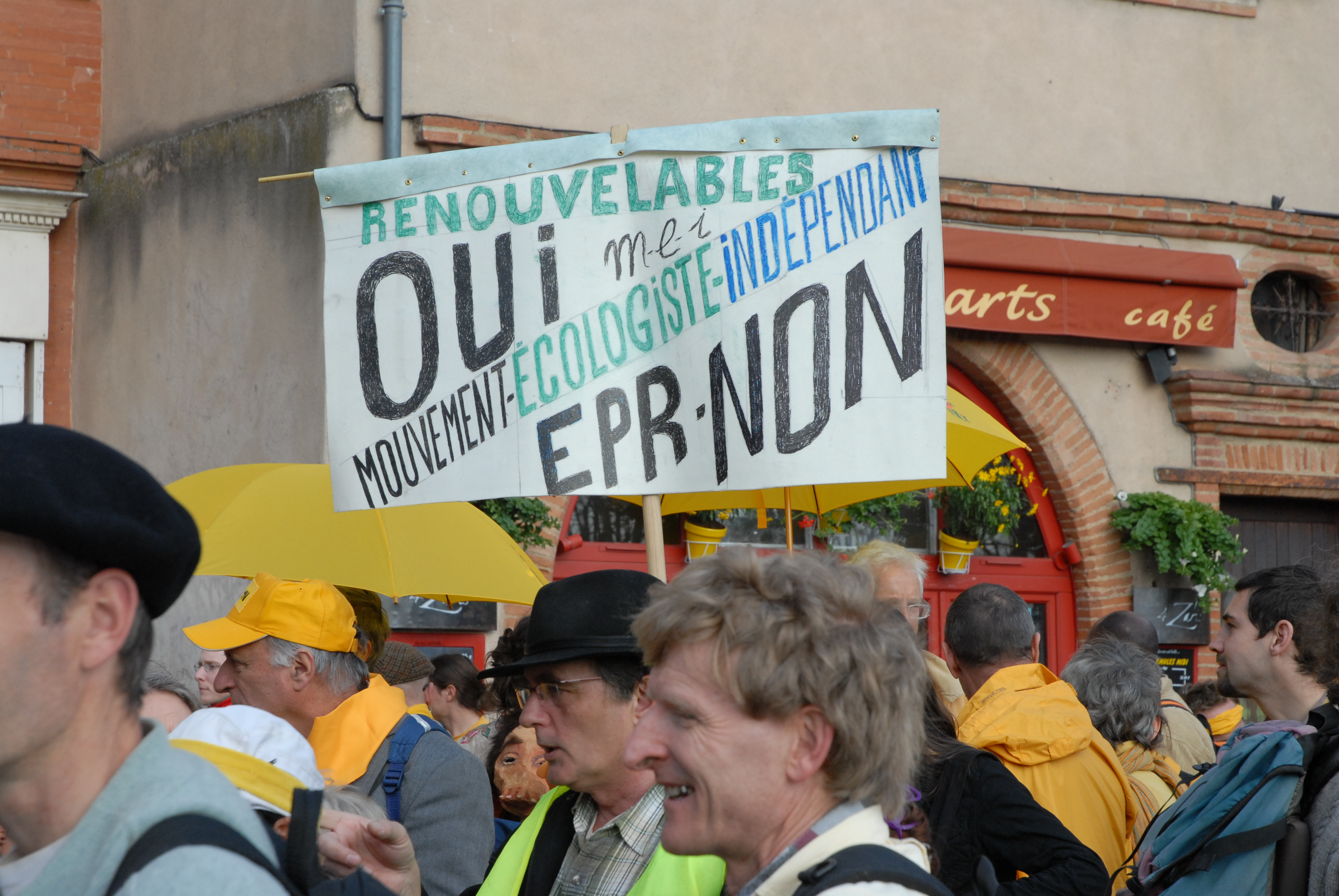
MEI

Die Mouvement écologiste indépendant (MEI), dt. „unabhängige ökologische Bewegung“, ist eine ökologisch-konservative Partei in Frankreich, die 1994 auf Initiative des ehemaligen grünen Politikers Antoine Waechter gegründet wurde, der auch ihr Vorsitzender ist. Sie ist Mitglied der World Ecological Parties.